# 韋莉莉
韋莉莉（Lilian Celia "Lily" Bass）娘家姓名為Rhodes;前夫姓是van der Woodsen，美國熱門電視劇《花邊教主》中的女主角韋倩蓮的母親。